# Chioma Nnamaka
Chioma Mathilda Nnamaka (Uppsala, 15 giugno 1985) è un'ex cestista svedese.
Ha un fratello Oluoma, anch'egli cestista.

## Carriera
È stata selezionata dalle San Antonio Silver Stars al secondo giro del Draft WNBA 2008 (21ª scelta assoluta).